# Matt Wertz
Matthew Stewart Wertz (Liberty (Missouri), 17 februari 1979) is een Amerikaanse rocksinger-songwriter en -gitarist. Hij komt oorspronkelijk uit LaVale, Maryland, maar woont anno 2020 in Nashville (Tennessee).

## Biografie
Geboren en getogen als christen in Liberty, Missouri, bracht Wertz' interesse in beeldende kunst hem ertoe om te studeren aan de University of Illinois at Urbana-Champaign, waar hij afstudeerde met een graad in industriële vormgeving. Daar groeiden zijn muzikale talenten en ambities. Hij begon met het schrijven van liedjes in zijn eerste collegejaar. Na zijn afstuderen in 2001 verhuisde Wertz naar Nashville, waar hij een aanzienlijke schare fans kreeg door op te treden in Young Life kampen, nadat hij zijn eerste album Somedays had uitgebracht, geproduceerd door Steve Wilson. Zijn volgende studioalbum Twenty Three Places (2003) werd geproduceerd met Ed Cash. Today & Tomorrow werd geproduceerd door Wertz en beste vriend Dave Barnes in 2005 en dankzij zijn constante tournee werd de zanger gecontracteerd door Nettwerk Records..
Op 19 september 2006 bracht Wertz zijn derde studioalbum Everything in Between uit. Eind 2007 ging hij weer op pad met collega singer-songwriter en vriend Dave Barnes. Hun treffend genoemde tournee Two Birds/One Stone toerde door de Verenigde Staten en eindigde in Nashville.
In december 2007, tekende Wertz bij Universal Republic en bracht Under Summer Sun uit in september 2008 met wat nieuw materiaal en uitsnijdingen uit Everything in Between. In november 2009 kondigde Wertz op zijn website aan dat hij niet langer bij Universal Republic was en om dat te vieren, begon hij If It Ain't Broke... als gratis album weg te geven, live opgenomen bij The Triple Door in Seattle op 28 mei 2008. In januari 2011 bracht Wertz de single Feels So Right uit als onderdeel van zijn album Weights & Wings, uitgebracht op 15 maart 2011. Hij begon een tournee om het album te promoten op 25 maart 2011, in New York. Hij heeft eind 2011 ook het vakantie-album Snowglobe uitgebracht.
In afwachting van de ep Wherever/Whenever, uitgebracht op 1 april 2013, gaf Matt Wertz een verzameling van zijn persoonlijke favoriete nummers weg uit zijn gevierde 13-jarige carrière bij NoiseTrade. Heatwave werd uitgebracht op 27 augustus 2013. De eerste single is Get to You.
Wertz heeft getoerd met artiesten als Hanson, Jon McLaughlin, Jason Mraz, Jamie Cullum, Gavin Degraw, Matt Nathanson, Five for Fighting, O.A.R., Ben Rector en Jars of Clay en heeft in het begin van de jaren 2000 (decennium) verschillende nationale tournees op zijn naam staan.

## Discografie
- 2001: Somedays
- 2002: Orange EP
- 2003: Twentythree Places
- 2004: Live in Paradise
- 2005: Today & Tomorrow EP
- 2006: Everything in Between
- 2008: Under Summer Sun
- 2008: Where We Started EP
- 2009: If It Ain't Broke...
- 2010: While We're Becoming EP
- 2011: Weights & Wings
- 2012: Snow Globe
- 2013: Whenever/Wherever EP
- 2013: Heatwave
- 2014: Old Flames
- 2016: Gun Shy

### Singles
- 2006: Carolina
- 2011: Feels So Right
- 2013: Get to You

#### Als gekenmerkte artiest
- 2019: Fences (Vicetone featuring Matt Wertz)